# Interlands Bulgaars voetbalelftal 1980-1989
Deze pagina toont een chronologisch en gedetailleerd overzicht van de interlands die het Bulgaars voetbalelftal heeft gespeeld in de periode 1980 – 1989.

## Interlands

### 1980
|                                                    |         |       |                       | |
| 8 maart Vriendschappelijk № 358 «onderlinge duels» | Koeweit | 1 – 1 | Bulgarije             | Al Kuwait Sports Clubstadion, Koeweit Toeschouwers: 30.000 Scheidsrechter: Al Mubarack Ahmed (KUW) |
| 8 maart Vriendschappelijk № 358 «onderlinge duels» | Goal    |       | 50' Andrey Zhelyazkov | Al Kuwait Sports Clubstadion, Koeweit Toeschouwers: 30.000 Scheidsrechter: Al Mubarack Ahmed (KUW) |

|                                                                       |                      |       |                                                                   |                                                                                                 |
| 26 maart Vriendschappelijk № 359 «onderlinge duels» 18:00 uur (UTC+2) | Bulgarije            | 1 – 3 | Sovjet-Unie                                                       | Vasil Levski Nationaal Stadion, Sofia Toeschouwers: 5.000 Scheidsrechter: Klaus Scheurell (DDR) |
| 26 maart Vriendschappelijk № 359 «onderlinge duels» 18:00 uur (UTC+2) | Chavdar Tsvetkov 18' |       | 20' Fjodor Tsjerenkov 60' Revaz Tsjelebadze 65' Revaz Tsjelebadze | Vasil Levski Nationaal Stadion, Sofia Toeschouwers: 5.000 Scheidsrechter: Klaus Scheurell (DDR) |

|                                                    |                                                                                          |       |                                                    |                                                                                       |
| 2 april Vriendschappelijk № 360 «onderlinge duels» | Bulgarije                                                                                | 4 – 3 | Hongarije                                          | Stadion Strandzhata, Kjoestendil Toeschouwers: 8.000 Scheidsrechter: Ivan Grégr (TCH) |
| 2 april Vriendschappelijk № 360 «onderlinge duels» | Andrey Zhelyazkov 10' Kostadin Kostadinov 15' Chavdar Tsvetkov 28' Andrey Zhelyazkov 50' |       | 44' Mihaly Kozma 46' Mihaly Kozma 72' Mihaly Kozma | Stadion Strandzhata, Kjoestendil Toeschouwers: 8.000 Scheidsrechter: Ivan Grégr (TCH) |

|                                                                     |             |       |           |                                                                                                |
| 14 mei Vriendschappelijk № 361 «onderlinge duels» 17:00 uur (UTC+3) | Griekenland | 0 – 0 | Bulgarije | Apostolos Nikolaidisstadion, Athene Toeschouwers: 20.000 Scheidsrechter: Sotos Afxentiou (CYP) |
| 14 mei Vriendschappelijk № 361 «onderlinge duels» 17:00 uur (UTC+3) |             |       |           | Apostolos Nikolaidisstadion, Athene Toeschouwers: 20.000 Scheidsrechter: Sotos Afxentiou (CYP) |

|                                                                     |                  |       |           |                                                                               |
| 22 mei Vriendschappelijk № 362 «onderlinge duels» 19:00 uur (UTC+2) | Noorwegen        | 1 – 0 | Bulgarije | Ullevaalstadion, Oslo Toeschouwers: 6.800 Scheidsrechter: Rolf Ericsson (SWE) |
| 22 mei Vriendschappelijk № 362 «onderlinge duels» 19:00 uur (UTC+2) | Pål Jacobsen 35' |       |           | Ullevaalstadion, Oslo Toeschouwers: 6.800 Scheidsrechter: Rolf Ericsson (SWE) |

|                                                                    |         |                                           |           |                                                                                      |
| 4 juni WK 1982 kwalificatie № 363 «onderlinge duels» 19:00 (UTC+2) | Finland | 0 – 2                                     | Bulgarije | Olympisch Stadion, Helsinki Toeschouwers: 7.805 Scheidsrechter: Brian McGinlay (SCO) |
| 4 juni WK 1982 kwalificatie № 363 «onderlinge duels» 19:00 (UTC+2) |         | 28' Plamen Markov 81' Kostadin Kostadinov |           | Olympisch Stadion, Helsinki Toeschouwers: 7.805 Scheidsrechter: Brian McGinlay (SCO) |

|                                                                           |                    |       |                                          |                                                                                      |
| 10 september Vriendschappelijk № 364 «onderlinge duels» 19:30 uur (UTC+3) | Bulgarije          | 1 – 2 | Roemenië                                 | Joeri Gagarinstadion, Varna Toeschouwers: 15.000 Scheidsrechter: Alojzy Jarguz (POL) |
| 10 september Vriendschappelijk № 364 «onderlinge duels» 19:30 uur (UTC+3) | Georgi Slavkov 50' |       | 34' Aurel Beldeanu 71' Anghel Iordănescu | Joeri Gagarinstadion, Varna Toeschouwers: 15.000 Scheidsrechter: Alojzy Jarguz (POL) |

|                                                         |                                        |       |                                                          |                                                                                     |
| 24 september Vriendschappelijk № 365 «onderlinge duels» | Bulgarije                              | 2 – 3 | Zweden                                                   | 9 septemberstadion, Plovdiv Toeschouwers: 11.000 Scheidsrechter: Erkan Göksel (TUR) |
| 24 september Vriendschappelijk № 365 «onderlinge duels» | Chavdar Tsvetkov 32' Plamen Markov 49' |       | 72' Sten-Ove Ramberg 74' Billy Ohlsson 85' Tord Holmgren | 9 septemberstadion, Plovdiv Toeschouwers: 11.000 Scheidsrechter: Erkan Göksel (TUR) |

|                                                      |                                                  |       |           |                                                                                      |
| 9 oktober Vriendschappelijk № 366 «onderlinge duels» | Argentinië                                       | 2 – 0 | Bulgarije | El Monumental, Buenos Aires Toeschouwers: 40.000 Scheidsrechter: Claudio Busca (ARG) |
| 9 oktober Vriendschappelijk № 366 «onderlinge duels» | Santiago Santamaria 32' Roberto Osvaldo Diaz 80' |       |           | El Monumental, Buenos Aires Toeschouwers: 40.000 Scheidsrechter: Claudio Busca (ARG) |

|                                                                            |                                          |       |                   |                                                                                              |
| 19 oktober WK 1982 kwalificatie № 367 «onderlinge duels» 18:30 uur (UTC+2) | Bulgarije                                | 2 – 1 | Albanië           | Vasil Levski Nationaal Stadion, Sofia Toeschouwers: 16.000 Scheidsrechter: Talat Tokat (TUR) |
| 19 oktober WK 1982 kwalificatie № 367 «onderlinge duels» 18:30 uur (UTC+2) | Andrey Zhelyazkov 14' Georgi Slavkov 51' |       | 69' Ilir Përnaska | Vasil Levski Nationaal Stadion, Sofia Toeschouwers: 16.000 Scheidsrechter: Talat Tokat (TUR) |

|                                                                            |                     |       |                                                                      |                                                                                                   |
| 3 december WK 1982 kwalificatie № 368 «onderlinge duels» 17:00 uur (UTC+2) | Bulgarije           | 1 – 3 | West-Duitsland                                                       | Vasil Levski Nationaal Stadion, Sofia Toeschouwers: 50.000 Scheidsrechter: Ricardo Lattanzi (ITA) |
| 3 december WK 1982 kwalificatie № 368 «onderlinge duels» 17:00 uur (UTC+2) | Tsvetan Yonchev 66' |       | 13' Manfred Kaltz 36' (pen.) Manfred Kaltz 54' Karl-Heinz Rummenigge | Vasil Levski Nationaal Stadion, Sofia Toeschouwers: 50.000 Scheidsrechter: Ricardo Lattanzi (ITA) |

### 1981
|                                                       |                  |       |                                |                                                                                       |
| 20 januari Vriendschappelijk № 369 «onderlinge duels» | Mexico           | 1 – 1 | Bulgarije                      | Aztekenstadion, Mexico-Stad Toeschouwers: 20.000 Scheidsrechter: Marcel Guevara (MEX) |
| 20 januari Vriendschappelijk № 369 «onderlinge duels» | Hugo Sánchez 81' |       | 88' (pen.) Kostadin Kostadinov | Aztekenstadion, Mexico-Stad Toeschouwers: 20.000 Scheidsrechter: Marcel Guevara (MEX) |

|                                                       |                   |       |                                                                 |                                                                                             |
| 27 januari Vriendschappelijk № 370 «onderlinge duels» | Ecuador           | 1 – 3 | Bulgarije                                                       | Estadio Olímpico Atahualpa, Quito Toeschouwers: 20.000 Scheidsrechter: Adolfo Quirola (ECU) |
| 27 januari Vriendschappelijk № 370 «onderlinge duels» | Wilson Macías 34' |       | 30' Georgi Slavkov 33' Chavdar Tsvetkov 78' Kostadin Kostadinov | Estadio Olímpico Atahualpa, Quito Toeschouwers: 20.000 Scheidsrechter: Adolfo Quirola (ECU) |

|                                                       |                 |       |                                                                |                                                                                       |
| 1 februari Vriendschappelijk № 371 «onderlinge duels» | Bolivia         | 1 – 3 | Bulgarije                                                      | Estadio Hernando Siles, La Paz Toeschouwers: 12.000 Scheidsrechter: Juan Vargas (BOL) |
| 1 februari Vriendschappelijk № 371 «onderlinge duels» | Carlos Aragonés |       | 2' Georgi Slavkov 30' Kostadin Kostadinov 76' Chavdar Tsvetkov | Estadio Hernando Siles, La Paz Toeschouwers: 12.000 Scheidsrechter: Juan Vargas (BOL) |

|                                                        |                     |       |                                          |                                                                                    |
| 12 februari Vriendschappelijk № 372 «onderlinge duels» | Peru                | 1 – 2 | Bulgarije                                | Estadio Nacional, Lima Toeschouwers: 35.000 Scheidsrechter: Carlos Montalván (PER) |
| 12 februari Vriendschappelijk № 372 «onderlinge duels» | Humberto Correa 29' |       | 40' Petar Zehtinski 83' Chavdar Tsvetkov | Estadio Nacional, Lima Toeschouwers: 35.000 Scheidsrechter: Carlos Montalván (PER) |

|                                                                       |                                         |       |                    |                                                                                     |
| 25 maart Vriendschappelijk № 373 «onderlinge duels» 15:30 uur (UTC+1) | Joegoslavië                             | 2 – 1 | Bulgarije          | Suboticastadion, Subotica Toeschouwers: 20.000 Scheidsrechter: Róbert Jaczina (HUN) |
| 25 maart Vriendschappelijk № 373 «onderlinge duels» 15:30 uur (UTC+1) | Vahid Halilhodžić 1' Blaž Slišković 27' |       | 26' Georgi Slavkov | Suboticastadion, Subotica Toeschouwers: 20.000 Scheidsrechter: Róbert Jaczina (HUN) |

|                                                                       |                      |       |                      |                                                                                          |
| 15 april Vriendschappelijk № 374 «onderlinge duels» 21:00 uur (UTC+1) | Portugal             | 1 – 1 | Bulgarije            | Estádio das Antas, Porto Toeschouwers: 6.000 Scheidsrechter: Ángel Franco Martínez (ESP) |
| 15 april Vriendschappelijk № 374 «onderlinge duels» 21:00 uur (UTC+1) | António Oliveira 65' |       | 61' Chavdar Tsvetkov | Estádio das Antas, Porto Toeschouwers: 6.000 Scheidsrechter: Ángel Franco Martínez (ESP) |

|                                                     |                    |       |           |                                                                                 |
| 29 april Vriendschappelijk № 375 «onderlinge duels» | Bulgarije          | 1 – 0 | Noorwegen | Stadion Pleven, Pleven Toeschouwers: 9.000 Scheidsrechter: Milorad Vlajić (YUG) |
| 29 april Vriendschappelijk № 375 «onderlinge duels» | Plamen Tsvetkov 8' |       |           | Stadion Pleven, Pleven Toeschouwers: 9.000 Scheidsrechter: Milorad Vlajić (YUG) |

|                                                                        |                                                                                    |       |         |                                                                                                  |
| 13 mei WK 1982 kwalificatie № 376 «onderlinge duels» 18:00 uur (UTC+3) | Bulgarije                                                                          | 4 – 0 | Finland | Vasil Levski Nationaal Stadion, Sofia Toeschouwers: 12.000 Scheidsrechter: Edvard Sostaric (YUG) |
| 13 mei WK 1982 kwalificatie № 376 «onderlinge duels» 18:00 uur (UTC+3) | Georgi Slavkov 10' Georgi Slavkov 53' Kostadin Kostadinov 55' Tchavdar Zvetkov 90' |       |         | Vasil Levski Nationaal Stadion, Sofia Toeschouwers: 12.000 Scheidsrechter: Edvard Sostaric (YUG) |

|                                                                        |                                      |       |           |                                                                               |
| 28 mei WK 1982 kwalificatie № 377 «onderlinge duels» 15:30 uur (UTC+2) | Oostenrijk                           | 2 – 0 | Bulgarije | Praterstadion, Wenen Toeschouwers: 52.000 Scheidsrechter: Pat Partridge (ENG) |
| 28 mei WK 1982 kwalificatie № 377 «onderlinge duels» 15:30 uur (UTC+2) | Hans Krankl 30' (pen.) Kurt Jara 88' |       |           | Praterstadion, Wenen Toeschouwers: 52.000 Scheidsrechter: Pat Partridge (ENG) |

|                                                                          |                    |       |           |                                                                                      |
| 12 augustus Vriendschappelijk № 378 «onderlinge duels» 19:00 uur (UTC+2) | Zweden             | 1 – 0 | Bulgarije | Rimnersvallen, Uddevalla Toeschouwers: 7.561 Scheidsrechter: Reidar Bjørnestad (NOR) |
| 12 augustus Vriendschappelijk № 378 «onderlinge duels» 19:00 uur (UTC+2) | Thomas Sjöberg 74' |       |           | Rimnersvallen, Uddevalla Toeschouwers: 7.561 Scheidsrechter: Reidar Bjørnestad (NOR) |

|                                                                          |                        |       |                                             |                                                                                            |
| 9 september Vriendschappelijk № 379 «onderlinge duels» 17:00 uur (UTC+3) | Roemenië               | 1 – 2 | Bulgarije                                   | Stadionul 23 August, Boekarest Toeschouwers: 40.000 Scheidsrechter: Vasilis Vourakis (GRE) |
| 9 september Vriendschappelijk № 379 «onderlinge duels» 17:00 uur (UTC+3) | Ilie Balaci 43' (pen.) |       | 58' Tsvetan Yonchev 73' Kostadin Kostadinov | Stadionul 23 August, Boekarest Toeschouwers: 40.000 Scheidsrechter: Vasilis Vourakis (GRE) |

|                                                                           |                                                                    |       |                                                  |                                                                                           |
| 23 september Vriendschappelijk № 380 «onderlinge duels» 20:30 uur (UTC+2) | Italië                                                             | 3 – 2 | Bulgarije                                        | Stadio Comunale, Bologna Toeschouwers: 28.534 Scheidsrechter: Augusto Lamo Castillo (ESP) |
| 23 september Vriendschappelijk № 380 «onderlinge duels» 20:30 uur (UTC+2) | Francesco Graziani 39' Francesco Graziani 58' Giuseppe Dossena 75' |       | 84' Stoycho Mladenov 89' (e.d.) Giuseppe Dossena | Stadio Comunale, Bologna Toeschouwers: 28.534 Scheidsrechter: Augusto Lamo Castillo (ESP) |

|                                                          |         |                                         |           |                                                                                    |
| 14 oktober WK 1982 kwalificatie № 381 «onderlinge duels» | Albanië | 0 – 2                                   | Bulgarije | Qemal Stafastadion, Tirana Toeschouwers: 19.213 Scheidsrechter: Adolf Prokop (DDR) |
| 14 oktober WK 1982 kwalificatie № 381 «onderlinge duels» |         | 49' Georgi Slavkov 84' Stoycho Mladenov |           | Qemal Stafastadion, Tirana Toeschouwers: 19.213 Scheidsrechter: Adolf Prokop (DDR) |

|                                                                         |                                                  |       |           | |
| 28 oktober Vriendschappelijk № 382 «onderlinge duels» 21:00 uur (UTC−3) | Brazilië                                         | 3 – 0 | Bulgarije | Estádio Olímpico Monumental, Porto Alegre Toeschouwers: 23.928 Scheidsrechter: Luís Carlos Félix (BRA) |
| 28 oktober Vriendschappelijk № 382 «onderlinge duels» 21:00 uur (UTC−3) | Roberto Dinamite 29' Zico 55' (pen.) Leandro 72' |       |           | Estádio Olímpico Monumental, Porto Alegre Toeschouwers: 23.928 Scheidsrechter: Luís Carlos Félix (BRA) |

|                                                                             |           |       |            |                                                                                                 |
| 11 november WK 1982 kwalificatie № 383 «onderlinge duels» 18:30 uur (UTC+2) | Bulgarije | 0 – 0 | Oostenrijk | Vasil Levski Nationaal Stadion, Sofia Toeschouwers: 30.000 Scheidsrechter: Michel Vautrot (FRA) |
| 11 november WK 1982 kwalificatie № 383 «onderlinge duels» 18:30 uur (UTC+2) |           |       |            | Vasil Levski Nationaal Stadion, Sofia Toeschouwers: 30.000 Scheidsrechter: Michel Vautrot (FRA) |

|                                                                             |                                                                                               |       |           |                                                                                      |
| 22 november WK 1982 kwalificatie № 384 «onderlinge duels» 18:00 uur (UTC+1) | West-Duitsland                                                                                | 4 – 0 | Bulgarije | Rheinstadion, Düsseldorf Toeschouwers: 50.000 Scheidsrechter: Erik Fredriksson (SWE) |
| 22 november WK 1982 kwalificatie № 384 «onderlinge duels» 18:00 uur (UTC+1) | Klaus Fischer 4' Karl-Heinz Rummenigge 49' Manfred Kaltz 63' (pen.) Karl-Heinz Rummenigge 83' |       |           | Rheinstadion, Düsseldorf Toeschouwers: 50.000 Scheidsrechter: Erik Fredriksson (SWE) |

|                                                        | |       |                                           |                                                                                             |
| 16 december Vriendschappelijk № 385 «onderlinge duels» | Bulgarije | 5 – 2 | Portugal                                  | Stadion Dimitar Kanev, Chaskovo Toeschouwers: 15.000 Scheidsrechter: Vojtech Christov (TCH) |
| 16 december Vriendschappelijk № 385 «onderlinge duels» | Radoslav Zdravkov 15' (pen.) Radoslav Zdravkov 20' Tsvetan Yonchev 23' Tsvetan Yonchev 48' Radoslav Zdravkov 73' |       | 11' António Oliveira 89' António Oliveira | Stadion Dimitar Kanev, Chaskovo Toeschouwers: 15.000 Scheidsrechter: Vojtech Christov (TCH) |

### 1982
|                                                                       |                     |       |                                       |                                                                                         |
| 14 april Vriendschappelijk № 386 «onderlinge duels» 17:30 uur (UTC+3) | Bulgarije           | 1 – 2 | Roemenië                              | Gradski Stadion, Roese Toeschouwers: 25.000 Scheidsrechter: Panagiotis Tsolakidis (GRE) |
| 14 april Vriendschappelijk № 386 «onderlinge duels» 17:30 uur (UTC+3) | Stefan Lahchiev 34' |       | 44' Rodion Cămătaru 73' László Bölöni | Gradski Stadion, Roese Toeschouwers: 25.000 Scheidsrechter: Panagiotis Tsolakidis (GRE) |

|                                                                       |                                            |       |                      |                                                                               |
| 28 april Vriendschappelijk № 387 «onderlinge duels» 20:00 uur (UTC+2) | België                                     | 2 – 1 | Bulgarije            | Heizelstadion, Brussel Toeschouwers: 14.500 Scheidsrechter: Gerd Hennig (FRG) |
| 28 april Vriendschappelijk № 387 «onderlinge duels» 20:00 uur (UTC+2) | Erwin Vandenbergh 2' Wilfried Van Moer 53' |       | 41' Stoycho Mladenov | Heizelstadion, Brussel Toeschouwers: 14.500 Scheidsrechter: Gerd Hennig (FRG) |

|                                                  |                                                |       |                     | |
| 5 mei Vriendschappelijk № 388 «onderlinge duels» | Argentinië                                     | 2 – 1 | Bulgarije           | Estadio José Amalfitani, Buenos Aires Toeschouwers: 37.000 Scheidsrechter: Juan Carlos Loustau (ARG) |
| 5 mei Vriendschappelijk № 388 «onderlinge duels» | Roberto Osvaldo Diaz 24' Daniel Passarella 44' |       | 2' Stoicho Mladenov | Estadio José Amalfitani, Buenos Aires Toeschouwers: 37.000 Scheidsrechter: Juan Carlos Loustau (ARG) |

|                                                                 |           |       |           |                                                                                 |
| 14 mei Vriendschappelijk № 389 «onderlinge duels» 20:30 (UTC+2) | Frankrijk | 0 – 0 | Bulgarije | Stade de Gerland, Lyon Toeschouwers: 45.000 Scheidsrechter: Egbert Mulder (NED) |
| 14 mei Vriendschappelijk № 389 «onderlinge duels» 20:30 (UTC+2) |           |       |           | Stade de Gerland, Lyon Toeschouwers: 45.000 Scheidsrechter: Egbert Mulder (NED) |

|                                                                          |                                                             |       |                                           |                                                                                 |
| 7 september Vriendschappelijk № 390 «onderlinge duels» 20:15 uur (UTC+2) | Zwitserland                                                 | 3 – 2 | Bulgarije                                 | Espenmoos, Sankt Gallen Toeschouwers: 6.100 Scheidsrechter: Luigi Agnolin (ITA) |
| 7 september Vriendschappelijk № 390 «onderlinge duels» 20:15 uur (UTC+2) | Claudio Sulser 41' Ivan Iliev 59' (e.d.) Rudolf Elsener 70' |       | 48' Tsvetan Yonchev 73' Radoslav Zdravkov | Espenmoos, Sankt Gallen Toeschouwers: 6.100 Scheidsrechter: Luigi Agnolin (ITA) |

|                                                                       |                                             |       |                                                 |                                                                                     |
| 22 september Vriendschappelijk № 391 «onderlinge duels» 17:00 (UTC+3) | Bulgarije                                   | 2 – 2 | DDR                                             | 9 septemberstadion, Boergas Toeschouwers: 8.000 Scheidsrechter: Marques Perez (POR) |
| 22 september Vriendschappelijk № 391 «onderlinge duels» 17:00 (UTC+3) | Radoslav Zdravkov 44' Radoslav Zdravkov 65' |       | 33' Hans-Jürgen Dörner 56' Hans-Jürgen Riediger | 9 septemberstadion, Boergas Toeschouwers: 8.000 Scheidsrechter: Marques Perez (POR) |

|                                                       |             |       |                   |                                                                                        |
| 12 oktober Vriendschappelijk № 392 «onderlinge duels» | Roemenië    | 2 – 1 | Bulgarije         | Stadionul 23 August, Boekarest Toeschouwers: 60.000 Scheidsrechter: Dan Petrescu (ROU) |
| 12 oktober Vriendschappelijk № 392 «onderlinge duels» | Goal · Goal |       | 62' Nikola Velkov | Stadionul 23 August, Boekarest Toeschouwers: 60.000 Scheidsrechter: Dan Petrescu (ROU) |

|                                                                     | |       |       |                                                                                                 |
| 14 oktober Vriendschappelijk № 393 «onderlinge duels» 18:30 (UTC+2) | Bulgarije | 7 – 0 | Malta | Vasil Levski Nationaal Stadion, Sofia Toeschouwers: 12.000 Scheidsrechter: Yordan Zhezhov (BUL) |
| 14 oktober Vriendschappelijk № 393 «onderlinge duels» 18:30 (UTC+2) | Ruzhin Kerimov 13' Blagoy Blangev 21' Boycho Velichkov 33' Georgi Slavkov 54' Georgi Dimitrov 60' Georgi Slavkov 70' Georgi Slavkov 78' |       |       | Vasil Levski Nationaal Stadion, Sofia Toeschouwers: 12.000 Scheidsrechter: Yordan Zhezhov (BUL) |

|                                                                            |                                         |       |                                                    |                                                                                                  |
| 27 oktober EK 1984 kwalificatie № 394 «onderlinge duels» 18:30 uur (UTC+2) | Bulgarije                               | 2 – 2 | Noorwegen                                          | Vasil Levski Nationaal Stadion, Sofia Toeschouwers: 12.746 Scheidsrechter: Antonis Vasaras (GRE) |
| 27 oktober EK 1984 kwalificatie № 394 «onderlinge duels» 18:30 uur (UTC+2) | Boycho Velichkov 13' Plamen Nikolov 68' |       | 17' (pen.) Hallvar Thoresen 66' Arne Larsen Økland | Vasil Levski Nationaal Stadion, Sofia Toeschouwers: 12.746 Scheidsrechter: Antonis Vasaras (GRE) |

|                                                        |                              |       |     |                                                                                            |
| 16 november Vriendschappelijk № 395 «onderlinge duels» | Bulgarije                    | 2 – 0 | DDR | Stadion Ivajlo, Veliko Tarnovo Toeschouwers: 6.000 Scheidsrechter: Velichko Tsonchev (BUL) |
| 16 november Vriendschappelijk № 395 «onderlinge duels» | Ivan Petrov 35' ? 66' (e.d.) |       |     | Stadion Ivajlo, Veliko Tarnovo Toeschouwers: 6.000 Scheidsrechter: Velichko Tsonchev (BUL) |

|                                                                             |           |                     |             |                                                                                               |
| 17 november EK 1984 kwalificatie № 396 «onderlinge duels» 18:30 uur (UTC+2) | Bulgarije | 0 – 1               | Joegoslavië | Vasil Levski Nationaal Stadion, Sofia Toeschouwers: 8.268 Scheidsrechter: Paolo Casarin (ITA) |
| 17 november EK 1984 kwalificatie № 396 «onderlinge duels» 18:30 uur (UTC+2) |           | 36' Nenad Stojković |             | Vasil Levski Nationaal Stadion, Sofia Toeschouwers: 8.268 Scheidsrechter: Paolo Casarin (ITA) |

|                                                                          |         |                       |           |                                                                                    |
| 22 december Vriendschappelijk № 397 «onderlinge duels» 14:00 uur (UTC+3) | Turkije | 0 – 1                 | Bulgarije | Ali Sami Yenstadion, Istanbul Toeschouwers: 9.598 Scheidsrechter: İhsan Türe (TUR) |
| 22 december Vriendschappelijk № 397 «onderlinge duels» 14:00 uur (UTC+3) |         | 79' Zhivko Gospodinov |           | Ali Sami Yenstadion, Istanbul Toeschouwers: 9.598 Scheidsrechter: İhsan Türe (TUR) |

|                                                                      |       |       |           |                                                                                |
| 26 december Vriendschappelijk № 398 «onderlinge duels» 14:30 (UTC+1) | Malta | 0 – 0 | Bulgarije | Ta' Qalistadion, Ta' Qali Toeschouwers: 1.701 Scheidsrechter: Edwin Borg (MLT) |
| 26 december Vriendschappelijk № 398 «onderlinge duels» 14:30 (UTC+1) |       |       |           | Ta' Qalistadion, Ta' Qali Toeschouwers: 1.701 Scheidsrechter: Edwin Borg (MLT) |

|                                                                          |                 |       | |                                                                             |
| 28 december Vriendschappelijk № 399 «onderlinge duels» 14:30 uur (UTC+1) | Malta           | 1 – 7 | Bulgarije | Marsastadion, Marsa Toeschouwers: 988 Scheidsrechter: Anthony Mangion (MLT) |
| 28 december Vriendschappelijk № 399 «onderlinge duels» 14:30 uur (UTC+1) | Charles Spiteri |       | 6' (e.d.) Cost Consiglio 12' Rusi Gochev 29' Ayan Sadakov 34' Nikolay Grancharov 39' Dinko Dimitrov 41' Stoycho Mladenov 81' Spas Dzjevizovf | Marsastadion, Marsa Toeschouwers: 988 Scheidsrechter: Anthony Mangion (MLT) |

### 1983
|                                                                      |                  |       |                    |                                                                                      |
| 9 maart Vriendschappelijk № 400 «onderlinge duels» 17:00 uur (UTC+2) | Bulgarije        | 1 – 1 | Zwitserland        | Joeri Gagarinstadion, Varna Toeschouwers: 12.000 Scheidsrechter: Yusuf Namoğlu (TUR) |
| 9 maart Vriendschappelijk № 400 «onderlinge duels» 17:00 uur (UTC+2) | Plamen Getov 84' |       | 63' Raimondo Ponte | Joeri Gagarinstadion, Varna Toeschouwers: 12.000 Scheidsrechter: Yusuf Namoğlu (TUR) |

|                                                    |                                                 |   |             |                                                                                  |
| 9 maart Vriendschappelijk № 401 «onderlinge duels» | Bulgarije                                       | – | Roemenië    | Gradski Stadion, Roese Toeschouwers: 10.000 Scheidsrechter: Ahmed Yasharov (BUL) |
| 9 maart Vriendschappelijk № 401 «onderlinge duels» | Rafi Rafiev 18' Rafi Rafiev 54' Rafi Rafiev 60' |   | Goal · Goal | Gradski Stadion, Roese Toeschouwers: 10.000 Scheidsrechter: Ahmed Yasharov (BUL) |

|                                                        |                      |       |                 |                                                                                           |
| 23 maart OS 1984 kwalificatie № 402 «onderlinge duels» | Bulgarije            | 1 – 1 | Hongarije       | Stadion Ivajlo, Veliko Tarnovo Toeschouwers: 20.000 Scheidsrechter: Klaus Scheurell (DDR) |
| 23 maart OS 1984 kwalificatie № 402 «onderlinge duels» | Jivko Gospodinov 62' |       | 47' Sandor Kiss | Stadion Ivajlo, Veliko Tarnovo Toeschouwers: 20.000 Scheidsrechter: Klaus Scheurell (DDR) |

|                                                                   |                                                                  |       |                     |                                                                           |
| 29 maart Vriendschappelijk № 403 «onderlinge duels» 17:00 (UTC+1) | Polen                                                            | 3 – 1 | Bulgarije           | Stadion ŁKS, Łódź Toeschouwers: 3.000 Scheidsrechter: Klaus Peschel (GDR) |
| 29 maart Vriendschappelijk № 403 «onderlinge duels» 17:00 (UTC+1) | Stefan Majewski 2' Dariusz Dziekanowski 67' Mirosław Okoński 76' |       | 25' Stefan Naydenov | Stadion ŁKS, Łódź Toeschouwers: 3.000 Scheidsrechter: Klaus Peschel (GDR) |

|                                                                   |                                                             |       |           |                                                                                         |
| 13 april Vriendschappelijk № 404 «onderlinge duels» 17:00 (UTC+2) | DDR                                                         | 3 – 0 | Bulgarije | Stadion der Freundschaft, Gera Toeschouwers: 10.000 Scheidsrechter: Alojzy Jarguz (POL) |
| 13 april Vriendschappelijk № 404 «onderlinge duels» 17:00 (UTC+2) | Wolfgang Steinbach 53' Joachim Streich 83' Martin Busse 87' |       |           | Stadion der Freundschaft, Gera Toeschouwers: 10.000 Scheidsrechter: Alojzy Jarguz (POL) |

|                                                                          |                    |       |           |                                                                                         |
| 27 april EK 1984 kwalificatie № 405 «onderlinge duels» 19:30 uur (UTC+1) | Wales              | 1 – 0 | Bulgarije | Racecourse Ground, Wrexham Toeschouwers: 9.006 Scheidsrechter: Siegfried Kirschen (DDR) |
| 27 april EK 1984 kwalificatie № 405 «onderlinge duels» 19:30 uur (UTC+1) | Jeremy Charles 79' |       |           | Racecourse Ground, Wrexham Toeschouwers: 9.006 Scheidsrechter: Siegfried Kirschen (DDR) |

|                                                  | |       |             |                                                                                                  |
| 4 mei Vriendschappelijk № 406 «onderlinge duels» | Bulgarije                                                                                               | 5 – 2 | Cuba        | Vasil Levski Nationaal Stadion, Sofia Toeschouwers: 1.000 Scheidsrechter: Georgi Tsvetanov (BUL) |
| 4 mei Vriendschappelijk № 406 «onderlinge duels» | Mihail Valchev 14' (pen.) Emil Spasov 18' Zhivko Gospodinov 37' Atanas Pashev 57' Zhivko Gospodinov 75' |       | Goal · Goal | Vasil Levski Nationaal Stadion, Sofia Toeschouwers: 1.000 Scheidsrechter: Georgi Tsvetanov (BUL) |

|                                                      |                                       |       |                                           |                                                                                      |
| 18 mei OS 1984 kwalificatie № 407 «onderlinge duels» | Bulgarije                             | 2 – 2 | Sovjet-Unie                               | 9 septemberstadion, Plovdiv Toeschouwers: 22.000 Scheidsrechter: Paolo Bergamo (ITA) |
| 18 mei OS 1984 kwalificatie № 407 «onderlinge duels» | Todor Yordanov 54' Mihail Valchev 67' |       | 16' Valeriy Gazzayev 82' Valeriy Gazzayev | 9 septemberstadion, Plovdiv Toeschouwers: 22.000 Scheidsrechter: Paolo Bergamo (ITA) |

|                                                       |                                            |       |                                                         |                                                                                          |
| 7 augustus Vriendschappelijk № 408 «onderlinge duels» | Algerije                                   | 2 – 3 | Bulgarije                                               | Stade de Saint-Denis, Saint-Denis Toeschouwers: 2.500 Scheidsrechter: Claude Lopez (FRA) |
| 7 augustus Vriendschappelijk № 408 «onderlinge duels» | Djamel Menad 4' Georgi Dimitrov 66' (e.d.) |       | 28' Radoslav Zdravkov 52' Ayan Sadakov 63' Ayan Sadakov | Stade de Saint-Denis, Saint-Denis Toeschouwers: 2.500 Scheidsrechter: Claude Lopez (FRA) |

|                                                        |                         |       |                                                                |                                                                                      |
| 31 augustus Vriendschappelijk № 409 «onderlinge duels» | Griekenland             | 2 – 3 | Bulgarije                                                      | Olympisch Stadion, Athene Toeschouwers: 20.000 Scheidsrechter: Antonis Vasaras (GRE) |
| 31 augustus Vriendschappelijk № 409 «onderlinge duels» | Chaghielefteriu Guerino |       | 18' Stoycho Mladenov 21' Zhivko Gospodinov 52' Georgi Dimitrov | Olympisch Stadion, Athene Toeschouwers: 20.000 Scheidsrechter: Antonis Vasaras (GRE) |

|                                                                             |                |       |                                        |                                                                                |
| 7 september EK 1984 kwalificatie № 410 «onderlinge duels» 19:00 uur (UTC+2) | Noorwegen      | 1 – 2 | Bulgarije                              | Ullevaalstadion, Oslo Toeschouwers: 15.515 Scheidsrechter: Heinz Fahnler (AUT) |
| 7 september EK 1984 kwalificatie № 410 «onderlinge duels» 19:00 uur (UTC+2) | Åge Hareide 4' |       | 11' Stoycho Mladenov 51' Nasko Sirakov | Ullevaalstadion, Oslo Toeschouwers: 15.515 Scheidsrechter: Heinz Fahnler (AUT) |

|                                                         |             |       |           |                                                                                 |
| 21 september Vriendschappelijk № 411 «onderlinge duels» | DDR         | 2 – 0 | Bulgarije | Jahnstadion, Regensburg Toeschouwers: 12.000 Scheidsrechter: László Pádár (HUN) |
| 21 september Vriendschappelijk № 411 «onderlinge duels» | Goal · Goal |       |           | Jahnstadion, Regensburg Toeschouwers: 12.000 Scheidsrechter: László Pádár (HUN) |

|                                                                            |             |       |           |                                                                              |
| 12 oktober OS 1984 kwalificatie № 412 «onderlinge duels» 19:00 uur (UTC+4) | Sovjet-Unie | 0 – 0 | Bulgarije | Dinamostadion, Moskou Toeschouwers: 14.000 Scheidsrechter: Volker Roth (FRG) |
| 12 oktober OS 1984 kwalificatie № 412 «onderlinge duels» 19:00 uur (UTC+4) |             |       |           | Dinamostadion, Moskou Toeschouwers: 14.000 Scheidsrechter: Volker Roth (FRG) |

|                                                                         |                                |       |                                            |                                                                                         |
| 26 oktober Vriendschappelijk № 413 «onderlinge duels» 17:00 uur (UTC+1) | Tsjecho-Slowakije              | 1 – 2 | Bulgarije                                  | Stadion Evžena Rošického, Praag Toeschouwers: 3.000 Scheidsrechter: Adolf Mathias (AUT) |
| 26 oktober Vriendschappelijk № 413 «onderlinge duels» 17:00 uur (UTC+1) | František Štambachr 74' (pen.) |       | 26' Stoycho Mladenov 86' Bozhidar Iskrenov | Stadion Evžena Rošického, Praag Toeschouwers: 3.000 Scheidsrechter: Adolf Mathias (AUT) |

|                                                                             |                 |       |       |                                                                                              |
| 16 november EK 1984 kwalificatie № 414 «onderlinge duels» 18:30 uur (UTC+2) | Bulgarije       | 1 – 0 | Wales | Vasil Levski Nationaal Stadion, Sofia Toeschouwers: 4.273 Scheidsrechter: Dieter Pauly (FRG) |
| 16 november EK 1984 kwalificatie № 414 «onderlinge duels» 18:30 uur (UTC+2) | Rusi Gochev 53' |       |       | Vasil Levski Nationaal Stadion, Sofia Toeschouwers: 4.273 Scheidsrechter: Dieter Pauly (FRG) |

|                                                                             |                                                        |       |                                           |                                                                                  |
| 21 december EK 1984 kwalificatie № 415 «onderlinge duels» 16:00 uur (UTC+1) | Joegoslavië                                            | 3 – 2 | Bulgarije                                 | Poljudstadion, Split Toeschouwers: 29.311 Scheidsrechter: Augusto Castillo (ESP) |
| 21 december EK 1984 kwalificatie № 415 «onderlinge duels» 16:00 uur (UTC+1) | Safet Sušić 30' Safet Sušić 52' Ljubomir Radanović 90' |       | 28' Bozhidar Iskrenov 60' Georgi Dimitrov | Poljudstadion, Split Toeschouwers: 29.311 Scheidsrechter: Augusto Castillo (ESP) |

### 1984
|                                                       |                         |       |                      |                                                   |
| 4 februari Vriendschappelijk № 416 «onderlinge duels» | Marokko                 | 1 – 1 | Bulgarije            | Stade Mohammed V, Casablanca Toeschouwers: 47.500 |
| 4 februari Vriendschappelijk № 416 «onderlinge duels» | Labd Khalifa 62' (pen.) |       | 49' Stoycho Mladenov | Stade Mohammed V, Casablanca Toeschouwers: 47.500 |

|                                                                          |                                             |       |                                                  |                                                                                     |
| 15 februari Vriendschappelijk № 417 «onderlinge duels» 18:00 uur (UTC+2) | Bulgarije                                   | 2 – 3 | West-Duitsland                                   | Joeri Gagarinstadion, Varna Toeschouwers: 11.000 Scheidsrechter: Franz Wöhrer (AUT) |
| 15 februari Vriendschappelijk № 417 «onderlinge duels» 18:00 uur (UTC+2) | Bozhidar Iskrenov 78' Bozhidar Iskrenov 80' |       | 2' Uli Stielike 67' Rudi Völler 73' Uli Stielike | Joeri Gagarinstadion, Varna Toeschouwers: 11.000 Scheidsrechter: Franz Wöhrer (AUT) |

|                                                        |           |       |             |                                                                                           |
| 28 maart OS 1984 kwalificatie № 418 «onderlinge duels» | Bulgarije | 0 – 0 | Griekenland | Chadzji Dimitarstadion, Sliven Toeschouwers: 20.000 Scheidsrechter: Edvard Šoštarič (YUG) |
| 28 maart OS 1984 kwalificatie № 418 «onderlinge duels» |           |       |             | Chadzji Dimitarstadion, Sliven Toeschouwers: 20.000 Scheidsrechter: Edvard Šoštarič (YUG) |

|                                                    |                      |       |                       |                                                          |
| 2 april Vriendschappelijk № 419 «onderlinge duels» | Koeweit              | 1 – 1 | Bulgarije             | Al-Sadaqua Walsalamstadion, Koeweit Toeschouwers: 25.000 |
| 2 april Vriendschappelijk № 419 «onderlinge duels» | El Khalid 76' (pen.) |       | 26' Zhivko Gospodinov | Al-Sadaqua Walsalamstadion, Koeweit Toeschouwers: 25.000 |

|                                                                          |                  |       |                 |                                                                                          |
| 11 april OS 1984 kwalificatie № 420 «onderlinge duels» 18:00 uur (UTC+2) | Hongarije        | 1 – 1 | Bulgarije       | Szusza Ferencstadion, Boedapest Toeschouwers: 4.000 Scheidsrechter: Andrzej Libich (POL) |
| 11 april OS 1984 kwalificatie № 420 «onderlinge duels» 18:00 uur (UTC+2) | Laszlo Dajka 15' |       | 58' Rusi Gochev | Szusza Ferencstadion, Boedapest Toeschouwers: 4.000 Scheidsrechter: Andrzej Libich (POL) |

|                                                        |                      |       |                                                       |                                                                           |
| 25 april OS 1984 kwalificatie № 421 «onderlinge duels» | Griekenland          | 1 – 3 | Bulgarije                                             | Alexandroupolistadion, Alexandroupolis Scheidsrechter: Alain Delmer (FRA) |
| 25 april OS 1984 kwalificatie № 421 «onderlinge duels» | Evangelos Vlahos 30' |       | 42' Rusi Gochev 68' Mihail Valchev 80' Lachezar Tanev | Alexandroupolistadion, Alexandroupolis Scheidsrechter: Alain Delmer (FRA) |

|                                                                     |                     |       |                       |                                                                                   |
| 8 juni Vriendschappelijk № 422 «onderlinge duels» 19:00 uur (UTC+2) | Denemarken          | 1 – 1 | Bulgarije             | Idrætsparken, Kopenhagen Toeschouwers: 22.100 Scheidsrechter: Rolf Ericsson (SWE) |
| 8 juni Vriendschappelijk № 422 «onderlinge duels» 19:00 uur (UTC+2) | Michael Laudrup 65' |       | 67' Radoslav Zdravkov | Idrætsparken, Kopenhagen Toeschouwers: 22.100 Scheidsrechter: Rolf Ericsson (SWE) |

|                                                                          |                           |       |           |                                                                                           |
| 6 september Vriendschappelijk № 423 «onderlinge duels» 20:30 uur (UTC+1) | Portugal                  | 1 – 0 | Bulgarije | Estádio do Restelo, Lissabon Toeschouwers: 5.500 Scheidsrechter: Victoriano Arminio (ESP) |
| 6 september Vriendschappelijk № 423 «onderlinge duels» 20:30 uur (UTC+1) | Fernando Gomes 21' (pen.) |       |           | Estádio do Restelo, Lissabon Toeschouwers: 5.500 Scheidsrechter: Victoriano Arminio (ESP) |

|                                                                              |             |       |           |                                                                              |
| 29 september WK 1986 kwalificatie № 424 «onderlinge duels» 17:00 uur (UTC+1) | Joegoslavië | 0 – 0 | Bulgarije | JNA-stadion, Belgrado Toeschouwers: 9.588 Scheidsrechter: László Pádár (HUN) |
| 29 september WK 1986 kwalificatie № 424 «onderlinge duels» 17:00 uur (UTC+1) |             |       |           | JNA-stadion, Belgrado Toeschouwers: 9.588 Scheidsrechter: László Pádár (HUN) |

|                                                                         |         |       |           |                                                                                   |
| 16 oktober Vriendschappelijk № 425 «onderlinge duels» 16:00 uur (UTC+3) | Turkije | 0 – 0 | Bulgarije | BJK Inönüstadion, Istanbul Toeschouwers: 6.161 Scheidsrechter: Erkan Göksel (TUR) |
| 16 oktober Vriendschappelijk № 425 «onderlinge duels» 16:00 uur (UTC+3) |         |       |           | BJK Inönüstadion, Istanbul Toeschouwers: 6.161 Scheidsrechter: Erkan Göksel (TUR) |

|                                                                         |                           |       |           |                                                                                           |
| 21 november WK 1986 kwalificatie № 426 «onderlinge duels» 20:30 (UTC+1) | Frankrijk                 | 1 – 0 | Bulgarije | Parc des Princes, Parijs Toeschouwers: 42.084 Scheidsrechter: Karl-Heinz Tritschler (FRG) |
| 21 november WK 1986 kwalificatie № 426 «onderlinge duels» 20:30 (UTC+1) | Michel Platini 62' (pen.) |       |           | Parc des Princes, Parijs Toeschouwers: 42.084 Scheidsrechter: Karl-Heinz Tritschler (FRG) |

|                                                                        |                                                                                |       |           |                                                                                                  |
| 5 december WK 1986 kwalificatie № 427 «onderlinge duels» 18:00 (UTC+2) | Bulgarije                                                                      | 4 – 0 | Luxemburg | Vasil Levski Nationaal Stadion, Sofia Toeschouwers: 8.000 Scheidsrechter: Antonis Vassaras (GRE) |
| 5 december WK 1986 kwalificatie № 427 «onderlinge duels» 18:00 (UTC+2) | Nasko Sirakov 8' Boicho Velichkov 29' Stoicho Mladenov 66' Georgi Dimitrov 70' |       |           | Vasil Levski Nationaal Stadion, Sofia Toeschouwers: 8.000 Scheidsrechter: Antonis Vassaras (GRE) |

### 1985
|                                                                                                   |                              |       |             |                                                                                               |
| 5 februari Vriendschappelijk Querétaro Tournament 1985 № 428 «onderlinge duels» 14:00 uur (UTC−6) | Bulgarije                    | 1 – 0 | Zwitserland | Estadio Corregidora, Querétaro Toeschouwers: 38.576 Scheidsrechter: Joaquín Urrea Reyes (MEX) |
| 5 februari Vriendschappelijk Querétaro Tournament 1985 № 428 «onderlinge duels» 14:00 uur (UTC−6) | Radoslav Zdravkov 16' (pen.) |       |             | Estadio Corregidora, Querétaro Toeschouwers: 38.576 Scheidsrechter: Joaquín Urrea Reyes (MEX) |

|                                                                          |                                                 |       |                                              |                                                                                           |
| 6 februari Vriendschappelijk Querétaro Toernooi № 429 «onderlinge duels» | Bulgarije                                       | 2 – 2 | Polen                                        | Estadio Corregidora, Querétaro Toeschouwers: 20.000 Scheidsrechter: Edgardo Codesal (MEX) |
| 6 februari Vriendschappelijk Querétaro Toernooi № 429 «onderlinge duels» | Georgi Dimitrov 19' Radoslav Zdravkov 45' (pen) |       | 35' Dariusz Dziekanowski 38' Waldemar Prusik | Estadio Corregidora, Querétaro Toeschouwers: 20.000 Scheidsrechter: Edgardo Codesal (MEX) |

|                                                                     |                      |       |     |                                                                                               |
| 6 april WK 1986 kwalificatie № 430 «onderlinge duels» 19:00 (UTC+3) | Bulgarije            | 1 – 0 | DDR | Vasil Levski Nationaal Stadion, Sofia Toeschouwers: 47.396 Scheidsrechter: Franz Wöhrer (AUT) |
| 6 april WK 1986 kwalificatie № 430 «onderlinge duels» 19:00 (UTC+3) | Stoicho Mladenov 87' |       |     | Vasil Levski Nationaal Stadion, Sofia Toeschouwers: 47.396 Scheidsrechter: Franz Wöhrer (AUT) |

|                                                                       |                                                                   |       |                              |                                                                                  |
| 17 april Vriendschappelijk № 431 «onderlinge duels» 20:15 uur (UTC+2) | West-Duitsland                                                    | 4 – 1 | Bulgarije                    | Rosenaustadion, Augsburg Toeschouwers: 31.000 Scheidsrechter: Bruno Galler (SUI) |
| 17 april Vriendschappelijk № 431 «onderlinge duels» 20:15 uur (UTC+2) | Rudi Völler 7' Uwe Rahn 21' Pierre Littbarski 74' Rudi Völler 89' |       | 14' (pen.) Radoslav Zdravkov | Rosenaustadion, Augsburg Toeschouwers: 31.000 Scheidsrechter: Bruno Galler (SUI) |

|                                                                   |                                       |       |           |                                                                                                 |
| 2 mei WK 1986 kwalificatie № 432 «onderlinge duels» 18:00 (UTC+3) | Bulgarije                             | 2 – 0 | Frankrijk | Vasil Levski Nationaal Stadion, Sofia Toeschouwers: 57.000 Scheidsrechter: Brian McGinlay (SCO) |
| 2 mei WK 1986 kwalificatie № 432 «onderlinge duels» 18:00 (UTC+3) | Georgi Dimitrov 11' Nasko Sirakov 61' |       |           | Vasil Levski Nationaal Stadion, Sofia Toeschouwers: 57.000 Scheidsrechter: Brian McGinlay (SCO) |

|                                                                        |                                   |       |                    |                                                                                                   |
| 1 juni WK 1986 kwalificatie № 433 «onderlinge duels» 19:00 uur (UTC+3) | Bulgarije                         | 2 – 1 | Joegoslavië        | Vasil Levski Nationaal Stadion, Sofia Toeschouwers: 59.587 Scheidsrechter: Vojtech Christov (TCH) |
| 1 juni WK 1986 kwalificatie № 433 «onderlinge duels» 19:00 uur (UTC+3) | Plamen Getov 27' Plamen Getov 58' |       | 29' Milko Ðurovski | Vasil Levski Nationaal Stadion, Sofia Toeschouwers: 59.587 Scheidsrechter: Vojtech Christov (TCH) |

| |                      |       |                  |                                                                                     |
| 27 augustus Vriendschappelijk Los Angeles Nations Cup 1985 № 434 «onderlinge duels» 19:00 uur (UTC−7) | Mexico               | 1 – 1 | Bulgarije        | Memorial Coliseum, Los Angeles Toeschouwers: 15.000 Scheidsrechter: Majid Jay (USA) |
| 27 augustus Vriendschappelijk Los Angeles Nations Cup 1985 № 434 «onderlinge duels» 19:00 uur (UTC−7) | Tomas Boy 77' (pen.) |       | 65' Hristo Kolev | Memorial Coliseum, Los Angeles Toeschouwers: 15.000 Scheidsrechter: Majid Jay (USA) |

|                                                                          |                |       |           |                                                                                             |
| 4 september Vriendschappelijk № 435 «onderlinge duels» 19:30 uur (UTC+2) | Nederland      | 1 – 0 | Bulgarije | Abe Lenstra Stadion, Heerenveen Toeschouwers: 13.000 Scheidsrechter: Aron Schmidhuber (FRG) |
| 4 september Vriendschappelijk № 435 «onderlinge duels» 19:30 uur (UTC+2) | Rob de Wit 81' |       |           | Abe Lenstra Stadion, Heerenveen Toeschouwers: 13.000 Scheidsrechter: Aron Schmidhuber (FRG) |

|                                                            |                           |       |                                                                   |                                                                                 |
| 25 september WK 1986 kwalificatie № 436 «onderlinge duels» | Luxemburg                 | 1 – 3 | Bulgarije                                                         | Stade Municipal, Luxemburg Toeschouwers: 1.050 Scheidsrechter: David Syme (SCO) |
| 25 september WK 1986 kwalificatie № 436 «onderlinge duels» | Robert Langers 65' (pen.) |       | 2' (e.d.) Guy Hellers 32' Georgi Dimitrov ??' Kostadin Kostadinov | Stade Municipal, Luxemburg Toeschouwers: 1.050 Scheidsrechter: David Syme (SCO) |

|                                                                         |             |                                   |           |                                                                                            |
| 16 oktober Vriendschappelijk № 437 «onderlinge duels» 15:00 uur (UTC+2) | Griekenland | 0 – 2                             | Bulgarije | Kaftanzogliostadion, Thessaloniki Toeschouwers: 8.000 Scheidsrechter: Milorad Vlajić (YUG) |
| 16 oktober Vriendschappelijk № 437 «onderlinge duels» 15:00 uur (UTC+2) |             | 68' Hristo Kolev 79' Ayan Sadakov |           | Kaftanzogliostadion, Thessaloniki Toeschouwers: 8.000 Scheidsrechter: Milorad Vlajić (YUG) |

|                                                                         |                                                     |       |                  |                                                                          |
| 30 oktober Vriendschappelijk № 438 «onderlinge duels» 14:00 uur (UTC+1) | Hongarije                                           | 3 – 1 | Bulgarije        | PMFC Stadion, Pécs Toeschouwers: 7.000 Scheidsrechter: Jozef Marko (TCH) |
| 30 oktober Vriendschappelijk № 438 «onderlinge duels» 14:00 uur (UTC+1) | József Fitos 5' László Dajka 29' Hereidi 68' (pen.) |       | 83' Hristo Kolev | PMFC Stadion, Pécs Toeschouwers: 7.000 Scheidsrechter: Jozef Marko (TCH) |

|                                                                         |                                      |       |                  |                                                                                              |
| 16 november WK 1986 kwalificatie № 439 «onderlinge duels» 19:15 (UTC+1) | DDR                                  | 2 – 1 | Bulgarije        | Ernst Thälmannstadion, Karl-Marx-Stadt Toeschouwers: 32.000 Scheidsrechter: Jan Keizer (NED) |
| 16 november WK 1986 kwalificatie № 439 «onderlinge duels» 19:15 (UTC+1) | Uwe Zötzsche 4' Matthias Liebers 40' |       | 39' Russi Gochev | Ernst Thälmannstadion, Karl-Marx-Stadt Toeschouwers: 32.000 Scheidsrechter: Jan Keizer (NED) |

|                                                        |                                       |       |           |                                                                                         |
| 18 december Vriendschappelijk № 440 «onderlinge duels» | Spanje                                | 2 – 0 | Bulgarije | Estadio Luís Casanova, Valencia Toeschouwers: 50.000 Scheidsrechter: Carlo Longhi (ITA) |
| 18 december Vriendschappelijk № 440 «onderlinge duels» | Michel González 16' Ramón Calderé 70' |       |           | Estadio Luís Casanova, Valencia Toeschouwers: 50.000 Scheidsrechter: Carlo Longhi (ITA) |

### 1986
|                                                       |                   |       |             |                                                                                          |
| 9 februari Vriendschappelijk № 441 «onderlinge duels» | Bulgarije         | 1 – 2 | DDR         | Estadio Corregidora, Querétaro Toeschouwers: 5.000 Scheidsrechter: Enrique Guillen (MEX) |
| 9 februari Vriendschappelijk № 441 «onderlinge duels» | Atanas Pashev 86' |       | Goal · Goal | Estadio Corregidora, Querétaro Toeschouwers: 5.000 Scheidsrechter: Enrique Guillen (MEX) |

|                                                        |         |       |           |                                                                                         |
| 19 februari Vriendschappelijk № 442 «onderlinge duels» | Marokko | 0 – 0 | Bulgarije | Stade Moulay Abdallah, Rabat Toeschouwers: 22.000 Scheidsrechter: Abdelali Naciri (MAR) |
| 19 februari Vriendschappelijk № 442 «onderlinge duels» |         |       |           | Stade Moulay Abdallah, Rabat Toeschouwers: 22.000 Scheidsrechter: Abdelali Naciri (MAR) |

|                                                                  |                                                          |       |            |                                                                                         |
| 9 april Vriendschappelijk № 443 «onderlinge duels» 18:30 (UTC+3) | Bulgarije                                                | 3 – 0 | Denemarken | Vasil Levski Stadion, Sofia Toeschouwers: 48.500 Scheidsrechter: Erik Fredriksson (SWE) |
| 9 april Vriendschappelijk № 443 «onderlinge duels» 18:30 (UTC+3) | Nasko Sirakov 64' Nasko Sirakov 77' Boycho Velichkov 87' |       |            | Vasil Levski Stadion, Sofia Toeschouwers: 48.500 Scheidsrechter: Erik Fredriksson (SWE) |

|                                                                          |                                           |       |           |                                                                               |
| 23 augustus Vriendschappelijk № 444 «onderlinge duels» 20:00 uur (UTC+2) | België                                    | 2 – 0 | Bulgarije | Heizelstadion, Brussel Toeschouwers: 4.872 Scheidsrechter: Dieter Pauly (FRG) |
| 23 augustus Vriendschappelijk № 444 «onderlinge duels» 20:00 uur (UTC+2) | Philippe Desmet 43' Erwin Vandenbergh 55' |       |           | Heizelstadion, Brussel Toeschouwers: 4.872 Scheidsrechter: Dieter Pauly (FRG) |

|                                                                       |                                                        |       |             |                                                                                              |
| 30 april Vriendschappelijk № 445 «onderlinge duels» 18:30 uur (UTC+3) | Bulgarije                                              | 3 – 0 | Noord-Korea | Vasil Levski Nationaal Stadion, Sofia Toeschouwers: 3.000 Scheidsrechter: Ivan Yosifov (BUL) |
| 30 april Vriendschappelijk № 445 «onderlinge duels» 18:30 uur (UTC+3) | Vasil Dragolov 14' Plamen Markov 26' Plamen Markov 42' |       |             | Vasil Levski Nationaal Stadion, Sofia Toeschouwers: 3.000 Scheidsrechter: Ivan Yosifov (BUL) |

| Wereldkampioenschap voetbal 1986 |
| -------------------------------- |

|                                                                   |                   |       |                          |                                                                                         |
| 31 mei WK 1986 Groep A № 429 «onderlinge duels» 12:00 uur (UTC−6) | Bulgarije         | 1 – 1 | Italië                   | Aztekenstadion, Mexico-Stad Toeschouwers: 96.000 Scheidsrechter: Erik Fredriksson (SWE) |
| 31 mei WK 1986 Groep A № 429 «onderlinge duels» 12:00 uur (UTC−6) | Nasko Sirakov 85' |       | 43' Alessandro Altobelli | Aztekenstadion, Mexico-Stad Toeschouwers: 96.000 Scheidsrechter: Erik Fredriksson (SWE) |

|                                                                   |                  |       |                  | |
| 5 juni WK 1986 Groep A № 447 «onderlinge duels» 16:00 uur (UTC−6) | Zuid-Korea       | 1 – 1 | Bulgarije        | Estadio Olímpico Universitario, Mexico-Stad Toeschouwers: 45.000 Scheidsrechter: Fallaj Khuzam Al Shanar (KSA) |
| 5 juni WK 1986 Groep A № 447 «onderlinge duels» 16:00 uur (UTC−6) | Kim Jong-Boo 70' |       | 11' Plamen Getov | Estadio Olímpico Universitario, Mexico-Stad Toeschouwers: 45.000 Scheidsrechter: Fallaj Khuzam Al Shanar (KSA) |

|                                                                    |                                       |       |           | |
| 10 juni WK 1986 Groep A № 448 «onderlinge duels» 12:00 uur (UTC−6) | Argentinië                            | 2 – 0 | Bulgarije | Estadio Olímpico Universitario, Mexico-Stad Toeschouwers: 65.000 Scheidsrechter: Berny Ulloa Morera (CRC) |
| 10 juni WK 1986 Groep A № 448 «onderlinge duels» 12:00 uur (UTC−6) | Jorge Valdano 3' Jorge Burruchaga 76' |       |           | Estadio Olímpico Universitario, Mexico-Stad Toeschouwers: 65.000 Scheidsrechter: Berny Ulloa Morera (CRC) |

|                                                                           |                                          |       |           |                                                                                        |
| 15 juni WK 1986 Achtste finale № 449 «onderlinge duels» 12:00 uur (UTC−6) | Mexico                                   | 2 – 0 | Bulgarije | Aztekenstadion, Mexico-Stad Toeschouwers: 114.580 Scheidsrechter: Romualdo Filho (BRA) |
| 15 juni WK 1986 Achtste finale № 449 «onderlinge duels» 12:00 uur (UTC−6) | Manuel Negrete Arias 34' Raúl Servín 61' |       |           | Aztekenstadion, Mexico-Stad Toeschouwers: 114.580 Scheidsrechter: Romualdo Filho (BRA) |

|  |  |  |  |  |  |  |  |  |

|                                                                              |           |       |           |                                                                                   |
| 10 september EK 1988 kwalificatie № 450 «onderlinge duels» 20:00 uur (UTC+1) | Schotland | 0 – 0 | Bulgarije | Hampden Park, Glasgow Toeschouwers: 35.076 Scheidsrechter: Erik Fredriksson (SWE) |
| 10 september EK 1988 kwalificatie № 450 «onderlinge duels» 20:00 uur (UTC+1) |           |       |           | Hampden Park, Glasgow Toeschouwers: 35.076 Scheidsrechter: Erik Fredriksson (SWE) |

|                                                       |                                                                        |       |                                                           |                                                                                 |
| 29 oktober Vriendschappelijk № 451 «onderlinge duels» | Tunesië                                                                | 3 – 3 | Bulgarije                                                 | Stade El Menzah, Tunis Toeschouwers: 5.000 Scheidsrechter: Ali Ben Naceur (TUN) |
| 29 oktober Vriendschappelijk № 451 «onderlinge duels» | Georgi Kardashev 16' (e.d.) Abdelhamed Hergal 17' Khaled Ben Yahia 28' |       | 13' Petar Aleksandrov 43' Nasko Sirakov 78' Nasko Sirakov | Stade El Menzah, Tunis Toeschouwers: 5.000 Scheidsrechter: Ali Ben Naceur (TUN) |

|                                                                             |                  |       |                    |                                                                                              |
| 19 november EK 1988 kwalificatie № 452 «onderlinge duels» 20:00 uur (UTC+1) | België           | 1 – 1 | Bulgarije          | Heizelstadion, Brussel Toeschouwers: 22.780 Scheidsrechter: Victoriano Sánchez Arminio (ESP) |
| 19 november EK 1988 kwalificatie № 452 «onderlinge duels» 20:00 uur (UTC+1) | Pier Janssen 48' |       | 63' Lachezar Tanev | Heizelstadion, Brussel Toeschouwers: 22.780 Scheidsrechter: Victoriano Sánchez Arminio (ESP) |

### 1987
|                                                                         |                                            |       |                     |                                                                                                 |
| 1 april EK 1988 kwalificatie № 453 «onderlinge duels» 18:30 uur (UTC+3) | Bulgarije                                  | 2 – 1 | Ierland             | Vasil Levski Nationaal Stadion, Sofia Toeschouwers: 35.247 Scheidsrechter: Carlos Valente (POR) |
| 1 april EK 1988 kwalificatie № 453 «onderlinge duels» 18:30 uur (UTC+3) | Ayan Sadakov 41' Lachezar Tanev 82' (pen.) |       | 51' Frank Stapleton | Vasil Levski Nationaal Stadion, Sofia Toeschouwers: 35.247 Scheidsrechter: Carlos Valente (POR) |

|                                                                      |                    |       |                                                                        |                                                                                      |
| 30 april EK 1988 kwalificatie № 454 «onderlinge duels» 19:30 (UTC+2) | Luxemburg          | 1 – 4 | Bulgarije                                                              | Neie Stadion, Luxemburg Toeschouwers: 1.950 Scheidsrechter: Gudmund Haraldsson (ISL) |
| 30 april EK 1988 kwalificatie № 454 «onderlinge duels» 19:30 (UTC+2) | Robert Langers 59' |       | 49' Anyo Sadkov 55' Nasko Sirakov 62' Latchezar Tanev 82' Hristo Kolev | Neie Stadion, Luxemburg Toeschouwers: 1.950 Scheidsrechter: Gudmund Haraldsson (ISL) |

|                                                                    |                                                               |       |           |                                                                                                  |
| 20 mei EK 1988 kwalificatie № 455 «onderlinge duels» 18:00 (UTC+3) | Bulgarije                                                     | 3 – 0 | Luxemburg | Vasil Levski Nationaal Stadion, Sofia Toeschouwers: 35.000 Scheidsrechter: Ion Craciunescu (ROU) |
| 20 mei EK 1988 kwalificatie № 455 «onderlinge duels» 18:00 (UTC+3) | Nasko Sirakov 35' Georgi Jordanov 41' (pen.) Hristo Kolev 57' |       |           | Vasil Levski Nationaal Stadion, Sofia Toeschouwers: 35.000 Scheidsrechter: Ion Craciunescu (ROU) |

|                                                                              |                                      |       |        | |
| 23 september EK 1988 kwalificatie № 456 «onderlinge duels» 18:00 uur (UTC+3) | Bulgarije                            | 2 – 0 | België | Vasil Levski Nationaal Stadion, Sofia Toeschouwers: 51.000 Scheidsrechter: Karl-Heinz Tritschler (FRG) |
| 23 september EK 1988 kwalificatie № 456 «onderlinge duels» 18:00 uur (UTC+3) | Nasko Sirakov 19' Lachezar Tanev 70' |       |        | Vasil Levski Nationaal Stadion, Sofia Toeschouwers: 51.000 Scheidsrechter: Karl-Heinz Tritschler (FRG) |

|                                                                            |                                  |       |         |                                                                              |
| 14 oktober EK 1988 kwalificatie № 457 «onderlinge duels» 15:30 uur (UTC+1) | Bulgarije                        | 2 – 0 | Ierland | Lansdowne Road, Dublin Toeschouwers: 22.000 Scheidsrechter: Jan Keizer (NED) |
| 14 oktober EK 1988 kwalificatie № 457 «onderlinge duels» 15:30 uur (UTC+1) | Paul McGrath 52' Kevin Moran 83' |       |         | Lansdowne Road, Dublin Toeschouwers: 22.000 Scheidsrechter: Jan Keizer (NED) |

|                                                                             |           |                 |           |                                                                                              |
| 11 november EK 1988 kwalificatie № 458 «onderlinge duels» 17:30 uur (UTC+2) | Bulgarije | 0 – 1           | Schotland | Vasil Levski Nationaal Stadion, Sofia Toeschouwers: 49.976 Scheidsrechter: Helmut Kohl (AUT) |
| 11 november EK 1988 kwalificatie № 458 «onderlinge duels» 17:30 uur (UTC+2) |           | 87' Gary Mackay |           | Vasil Levski Nationaal Stadion, Sofia Toeschouwers: 49.976 Scheidsrechter: Helmut Kohl (AUT) |

### 1988
|                                                       |             |       |                                                               |                                                   |
| 21 januari Vriendschappelijk № 459 «onderlinge duels» | Qatar       | 2 – 3 | Bulgarije                                                     | Jassim Bin Hamadstadion, Doha Toeschouwers: 1.500 |
| 21 januari Vriendschappelijk № 459 «onderlinge duels» | Goal · Goal |       | 57' Ivaylo Kirov 62' Petar Aleksandrov 73' Christo Stoitsjkov | Jassim Bin Hamadstadion, Doha Toeschouwers: 1.500 |

|                                                       |        |                                                            |           |                                                                 |
| 23 januari Vriendschappelijk № 460 «onderlinge duels» | V.A.E. | 0 – 3                                                      | Bulgarije | Maktoum Bin Rashid Al Maktoumstadion, Dubai Toeschouwers: 2.000 |
| 23 januari Vriendschappelijk № 460 «onderlinge duels» |        | 22' Nikolay Iliev 35' Hristo Kolev 75' (pen.) Ayan Sadakov |           | Maktoum Bin Rashid Al Maktoumstadion, Dubai Toeschouwers: 2.000 |

|                                                       |        |       |                                                         |                                              |
| 27 januari Vriendschappelijk № 461 «onderlinge duels» | V.A.E. | 1 – 3 | Bulgarije                                               | Al-Maktoumstadion, Dubai Toeschouwers: 2.000 |
| 27 januari Vriendschappelijk № 461 «onderlinge duels» | Goal   |       | 20' Ayan Sadakov 25' Hristo Kolev 42' Petar Aleksandrov | Al-Maktoumstadion, Dubai Toeschouwers: 2.000 |

|                                                       |                      |       |           |                                          |
| 3 februari Vriendschappelijk № 462 «onderlinge duels» | Egypte               | 1 – 0 | Bulgarije | Cairostadion, Caïro Toeschouwers: 11.000 |
| 3 februari Vriendschappelijk № 462 «onderlinge duels» | Gamal Abdel Hamid 8' |       |           | Cairostadion, Caïro Toeschouwers: 11.000 |

|                                                                       |                                        |       |                   |                                                                                               |
| 23 maart Vriendschappelijk № 463 «onderlinge duels» 18:00 uur (UTC+2) | Bulgarije                              | 2 – 0 | Tsjecho-Slowakije | Vasil Levski Nationaal Stadion, Sofia Toeschouwers: 5.000 Scheidsrechter: Klaus Peschel (DDR) |
| 23 maart Vriendschappelijk № 463 «onderlinge duels» 18:00 uur (UTC+2) | Nasko Sirakov 27' Ljoeboslav Penev 88' |       |                   | Vasil Levski Nationaal Stadion, Sofia Toeschouwers: 5.000 Scheidsrechter: Klaus Peschel (DDR) |

|                                                                   |                   |       |                  |                                                                                           |
| 13 april Vriendschappelijk № 464 «onderlinge duels» 17:00 (UTC+3) | Bulgarije         | 1 – 1 | DDR              | 9 septemberstadion, Boergas Toeschouwers: 20.000 Scheidsrechter: Wolf-Günter Wiesel (GER) |
| 13 april Vriendschappelijk № 464 «onderlinge duels» 17:00 (UTC+3) | Trifon Ivanov 83' |       | 30' Jörg Stübner | 9 septemberstadion, Boergas Toeschouwers: 20.000 Scheidsrechter: Wolf-Günter Wiesel (GER) |

|                                                                     |                 |       |                                        |                                                                          |
| 24 mei Vriendschappelijk № 465 «onderlinge duels» 20:00 uur (UTC+2) | Nederland       | 1 – 2 | Bulgarije                              | De Kuip, Rotterdam Toeschouwers: 10.400 Scheidsrechter: David Syme (SCO) |
| 24 mei Vriendschappelijk № 465 «onderlinge duels» 20:00 uur (UTC+2) | Jan Wouters 61' |       | 83' Nikolay Iliev 89' Ljoeboslav Penev | De Kuip, Rotterdam Toeschouwers: 10.400 Scheidsrechter: David Syme (SCO) |

|                                                       |                 |       |                   |                                                                                            |
| 4 augustus Vriendschappelijk № 466 «onderlinge duels» | Finland         | 1 – 1 | Bulgarije         | Hietalahden Jalkapallostadion, Vaasa Toeschouwers: 5.823 Scheidsrechter: Kjell Norby (NOR) |
| 4 augustus Vriendschappelijk № 466 «onderlinge duels» | Marko Myyry 73' |       | 77' Atanas Pashev | Hietalahden Jalkapallostadion, Vaasa Toeschouwers: 5.823 Scheidsrechter: Kjell Norby (NOR) |

|                                                                   |                                    |       |                                                                |                                                                                        |
| 7 augustus Vriendschappelijk № 467 «onderlinge duels» 19:00 (UTC) | IJsland                            | 2 – 3 | Bulgarije                                                      | Laugardalsvöllur, Reykjavik Toeschouwers: 1.348 Scheidsrechter: Erik Fredriksson (SWE) |
| 7 augustus Vriendschappelijk № 467 «onderlinge duels» 19:00 (UTC) | Pétur Ormslev 5' Pétur Ormslev 16' |       | 36' Georgi Yordanov 65' Ljoeboslav Penev 89' Petar Aleksandrov | Laugardalsvöllur, Reykjavik Toeschouwers: 1.348 Scheidsrechter: Erik Fredriksson (SWE) |

|                                                                         |                  |       |                        |                                                                             |
| 9 augustus Vriendschappelijk № 468 «onderlinge duels» 19:00 uur (UTC+2) | Noorwegen        | 1 – 1 | Bulgarije              | Ullevaalstadion, Oslo Toeschouwers: 7.510 Scheidsrechter: Bo Karlsson (SWE) |
| 9 augustus Vriendschappelijk № 468 «onderlinge duels» 19:00 uur (UTC+2) | Gøran Sørloth 2' |       | 58' Christo Stoitsjkov | Ullevaalstadion, Oslo Toeschouwers: 7.510 Scheidsrechter: Bo Karlsson (SWE) |

|                                                                      |                                                         |       |                                             |                                                                                    |
| 24 augustus Vriendschappelijk № 469 «onderlinge duels» 17:00 (UTC+2) | Polen                                                   | 3 – 2 | Bulgarije                                   | Hetmanstadion, Bialystok Toeschouwers: 11.0000 Scheidsrechter: László Kovács (HUN) |
| 24 augustus Vriendschappelijk № 469 «onderlinge duels» 17:00 (UTC+2) | Trifon Ivanov 5' (e.d.) Jan Furtok 66' Andrzej Rudy 80' |       | 85' Christo Stoitsjkov 88' Ljoeboslav Penev | Hetmanstadion, Bialystok Toeschouwers: 11.0000 Scheidsrechter: László Kovács (HUN) |

|                                                         |                                             |       |             |                                                                                               |
| 21 september Vriendschappelijk № 470 «onderlinge duels» | Bulgarije                                   | 2 – 2 | Sovjet-Unie | Vasil Levski Nationaal Stadion, Sofia Toeschouwers: 2.000 Scheidsrechter: László Molnár (HUN) |
| 21 september Vriendschappelijk № 470 «onderlinge duels» | Ljoeboslav Penev 27' Christo Stoitsjkov 84' |       | Goal · Goal | Vasil Levski Nationaal Stadion, Sofia Toeschouwers: 2.000 Scheidsrechter: László Molnár (HUN) |

|                                                                            |                  |       |                                                          | |
| 19 oktober WK 1990 kwalificatie № 471 «onderlinge duels» 18:00 uur (UTC+2) | Bulgarije        | 1 – 3 | Roemenië                                                 | Vasil Levski Nationaal Stadion, Sofia Toeschouwers: 47.852 Scheidsrechter: Michał Listkiewicz (POL) |
| 19 oktober WK 1990 kwalificatie № 471 «onderlinge duels» 18:00 uur (UTC+2) | Hristo Kolev 32' |       | 25' Dorin Mateuț 80' Rodion Cămătaru 88' Rodion Cămătaru | Vasil Levski Nationaal Stadion, Sofia Toeschouwers: 47.852 Scheidsrechter: Michał Listkiewicz (POL) |

|                                                                            |                 |       |                  |                                                                                  |
| 2 november WK 1990 kwalificatie № 472 «onderlinge duels» 19:00 uur (UTC+1) | Denemarken      | 1 – 1 | Bulgarije        | Idrætsparken, Kopenhagen Toeschouwers: 34.600 Scheidsrechter: George Smith (SCO) |
| 2 november WK 1990 kwalificatie № 472 «onderlinge duels» 19:00 uur (UTC+1) | Lars Elstrup 8' |       | 39' Ayan Sadakov | Idrætsparken, Kopenhagen Toeschouwers: 34.600 Scheidsrechter: George Smith (SCO) |

|                                                        |        |                     |           |                                             |
| 24 december Vriendschappelijk № 473 «onderlinge duels» | V.A.E. | 0 – 1               | Bulgarije | Sharjahstadion, Sharjah Toeschouwers: 2.000 |
| 24 december Vriendschappelijk № 473 «onderlinge duels» |        | 18' Emil Kostadinov |           | Sharjahstadion, Sharjah Toeschouwers: 2.000 |

### 1989
|                                                                          |                     |       |                                          |                                                                                                |
| 21 februari Vriendschappelijk № 474 «onderlinge duels» 18:00 uur (UTC+2) | Bulgarije           | 1 – 2 | Sovjet-Unie                              | Vasil Levski Nationaal Stadion, Sofia Toeschouwers: 50.000 Scheidsrechter: Klaus Peschel (DDR) |
| 21 februari Vriendschappelijk № 474 «onderlinge duels» 18:00 uur (UTC+2) | Emil Kostadinov 22' |       | 34' Aleksandr Borodjoek 56' Vasiliy Rats | Vasil Levski Nationaal Stadion, Sofia Toeschouwers: 50.000 Scheidsrechter: Klaus Peschel (DDR) |

|                                                                       |                   |       |                                       |                                                                                                |
| 22 maart Vriendschappelijk № 475 «onderlinge duels» 18:00 uur (UTC+2) | Bulgarije         | 1 – 2 | West-Duitsland                        | Vasil Levski Nationaal Stadion, Sofia Toeschouwers: 30.000 Scheidsrechter: Dušan Krchňák (TCH) |
| 22 maart Vriendschappelijk № 475 «onderlinge duels» 18:00 uur (UTC+2) | Nikolay Iliev 46' |       | 72' Rudi Völler 86' Pierre Littbarski | Vasil Levski Nationaal Stadion, Sofia Toeschouwers: 30.000 Scheidsrechter: Dušan Krchňák (TCH) |

|                                                                          |           |                                        |            |                                                                                               |
| 26 april WK 1990 kwalificatie № 476 «onderlinge duels» 18:00 uur (UTC+3) | Bulgarije | 0 – 2                                  | Denemarken | Vasil Levski Nationaal Stadion, Sofia Toeschouwers: 32.189 Scheidsrechter: Alain Delmer (FRA) |
| 26 april WK 1990 kwalificatie № 476 «onderlinge duels» 18:00 uur (UTC+3) |           | 41' Flemming Povlsen 89' Brian Laudrup |            | Vasil Levski Nationaal Stadion, Sofia Toeschouwers: 32.189 Scheidsrechter: Alain Delmer (FRA) |

|                                                                        |                      |       |           |                                                                                        |
| 17 mei WK 1990 kwalificatie № 477 «onderlinge duels» 18:00 uur (UTC+3) | Roemenië             | 1 – 0 | Bulgarije | Stadionul Steaua, Boekarest Toeschouwers: 15.000 Scheidsrechter: Sergey Husainov (URS) |
| 17 mei WK 1990 kwalificatie № 477 «onderlinge duels» 18:00 uur (UTC+3) | Gheorghe Popescu 35' |       |           | Stadionul Steaua, Boekarest Toeschouwers: 15.000 Scheidsrechter: Sergey Husainov (URS) |

|                                                                      |                 |       |                     |                                                                                            |
| 23 augustus Vriendschappelijk № 478 «onderlinge duels» 18:00 (UTC+2) | DDR             | 1 – 1 | Bulgarije           | Georgi Dimitroffstadion, Erfurt Toeschouwers: 4.500 Scheidsrechter: Adrian Porumboiu (ROM) |
| 23 augustus Vriendschappelijk № 478 «onderlinge duels» 18:00 (UTC+2) | Ulf Kirsten 15' |       | 28' Georgi Yordanov | Georgi Dimitroffstadion, Erfurt Toeschouwers: 4.500 Scheidsrechter: Adrian Porumboiu (ROM) |

|                                                                           |                                                                                            |       |           |                                                                                           |
| 20 september Vriendschappelijk № 479 «onderlinge duels» 20:15 uur (UTC+2) | Italië                                                                                     | 4 – 0 | Bulgarije | Stadio Dino Manuzzi, Cesena Toeschouwers: 22.328 Scheidsrechter: Alphonse Costantin (BEL) |
| 20 september Vriendschappelijk № 479 «onderlinge duels» 20:15 uur (UTC+2) | Roberto Baggio 18' (pen.) Roberto Baggio 34' Andrea Carnevale 46' Nikolay Iliev 53' (e.d.) |       |           | Stadio Dino Manuzzi, Cesena Toeschouwers: 22.328 Scheidsrechter: Alphonse Costantin (BEL) |

|                                                                            |                                                                                 |       |             |                                                                                       |
| 11 oktober WK 1990 kwalificatie № 480 «onderlinge duels» 18:00 uur (UTC+2) | Bulgarije                                                                       | 4 – 0 | Griekenland | Joeri Gagarinstadion, Varna Toeschouwers: 15.000 Scheidsrechter: Rolf Blattmann (SUI) |
| 11 oktober WK 1990 kwalificatie № 480 «onderlinge duels» 18:00 uur (UTC+2) | Trifon Ivanov 72' Kalin Bankov 76' Bozhidar Iskrenov 79' Christo Stoitsjkov 88' |       |             | Joeri Gagarinstadion, Varna Toeschouwers: 15.000 Scheidsrechter: Rolf Blattmann (SUI) |

|                                                                             |                    |       |           |                                                                                    |
| 15 november WK 1990 kwalificatie № 481 «onderlinge duels» 18:00 uur (UTC+2) | Griekenland        | 1 – 0 | Bulgarije | Olympisch Stadion, Athene Toeschouwers: 1.500 Scheidsrechter: Zoran Petrović (YUG) |
| 15 november WK 1990 kwalificatie № 481 «onderlinge duels» 18:00 uur (UTC+2) | Nikos Nioplias 49' |       |           | Olympisch Stadion, Athene Toeschouwers: 1.500 Scheidsrechter: Zoran Petrović (YUG) |

CONMEBOL: Bolivia · Chili  · Colombia · Ecuador · Uruguay

UEFA: Albanië · België · Bulgarije · Cyprus · Denemarken · West-Duitsland · Duitse Democratische Republiek · Engeland · Faeröer · Finland · Frankrijk · Griekenland · Hongarije · IJsland · Ierland · Israël · Italië · Joegoslavië ·  Liechtenstein · Luxemburg · Malta · Nederland · Noord-Ierland · Noorwegen · Oostenrijk · Polen · Portugal · Roemenië · San Marino · Schotland ·  Sovjet-Unie ·  Spanje · Tsjecho-Slowakije · Turkije · Wales ·  Zweden · Zwitserland

CAF: Madagaskar

BFS · A-internationals · Selecties · Bondscoaches · Bulgaars vrouwenelftal · Olympisch elftal · Bulgarije U21 · Bulgarije U20 · Bulgarije U19 · Bulgarije U18 · Bulgarije U17 · Bulgarije U16
1924 – 1929 · 
1930 – 1939 · 
1940 – 1949 · 
1950 – 1959 · 
1960 – 1969 · 
1970 – 1979 · 
1980 – 1989 · 
1990 – 1999 · 
2000 – 2009 · 
2010 – 2019 ·
2020 − 2029
EK 1996 · 
EK 2004
WK 1962 · 
WK 1966 · 
WK 1970 · 
WK 1974 · 
WK 1986 · 
WK 1994 · 
WK 1998
OS 1924 · 
OS 1952 · 
OS 1956 · 
OS 1960 · 
OS 1968
1924 · 
1925 · 
1926 · 
1927 · 
1928 ·
1929 · 
1930 · 
1931 · 
1932 · 
1933 · 
1934 · 
1935 · 
1936 · 
1937 · 
1938 · 
1939 · 
1940 · 
1941 ·
1942 · 
1943 · 
1944 · 1945 · 
1946 ·
1947 · 
1948 · 
1949 · 
1950 · 
1952 · 
1952 · 
1953 · 
1954 · 
1955 · 
1956 · 
1957 · 
1958 · 
1959 · 
1960 · 
1961 · 
1962 · 
1963 · 
1964 · 
1965 · 
1966 · 
1967 · 
1968 · 
1969 · 
1970 · 
1971 · 
1972 · 
1973 · 
1974 · 
1975 · 
1976 · 
1977 · 
1978 · 
1979 · 
1980 · 
1981 · 
1982 · 
1983 · 
1984 · 
1985 · 
1986 · 
1987 · 
1988 · 
1989 · 
1990 · 
1991 · 
1992 · 
1993 · 
1994 · 
1995 · 
1996 · 
1997 · 
1998 · 
1999 · 
2000 · 
2001 · 
2002 · 
2003 · 
2004 · 
2005 · 
2006 · 
2007 · 
2008 · 
2009 · 
2010 · 
2011 · 
2012 · 
2013 · 
2014 · 
2015 ·
2016 ·
2017 ·
2018 ·
2019 ·
2020 ·
2021 ·
2022 ·
2023 ·
2024
Albanië ·
Algerije ·
Andorra ·
Argentinië ·
Armenië ·
Australië ·
Azerbeidzjan ·
België ·
Bolivia ·
Bosnië en Herzegovina ·
Brazilië ·
Canada · 
Chili ·
Cuba ·
Cyprus ·
DDR ·
Denemarken ·
Duitsland ·
Ecuador ·
Egypte ·
Engeland ·
Estland ·
Finland ·
Frankrijk ·
Georgië ·
Gibraltar ·
Griekenland ·
Hongarije ·
Ierland ·
IJsland ·
Indonesië ·
Iran ·
Israël ·
Italië ·
Jamaica ·
Japan ·
Joegoslavië ·
Jordanië ·
Kameroen ·
Kazachstan ·
Koeweit ·
Kosovo ·
Kroatië ·
Letland ·
Libanon ·
Litouwen ·
Luxemburg ·
Malta ·
Marokko ·
Mexico ·
Moldavië ·
Montenegro ·
Nederland ·
Nieuw-Caledonië ·
Nigeria ·
Noord-Ierland ·
Noord-Korea ·
Noord-Macedonië ·
Noorwegen ·
Oekraïne ·
Oman ·
Oostenrijk ·
Paraguay ·
Peru ·
Polen ·
Portugal ·
Qatar ·
Roemenië ·
Rusland ·
San Marino ·
Saoedi-Arabië ·
Schotland ·
Servië ·
Servië en Montenegro ·
Slovenië ·
Slowakije ·
Sovjet-Unie ·
Spanje ·
Tanzania ·
Thailand ·
Tsjechië ·
Tsjecho-Slowakije ·
Tunesië ·
Turkije ·
Uruguay ·
Verenigde Arabische Emiraten ·
Wales ·
Wit-Rusland ·
Zuid-Afrika ·
Zuid-Korea ·
Zweden ·
Zwitserland